# Kasumi Matsumura
Kasumi Matsumura é uma cantora japonesa de Anison (temas de animes), que participou do selo Starchild da KING Records participou de gravações com diversos outros cantores do mesmo selo como: Masami Okui, Megumi Hayashibara, Megumi Ogata, Yui Horie e Mamiko Noto. Dentre suas participações está a canção "MASK" gravada com Masami Okui para o anime Sorcerer Hunters (1995). Kasumi também lançou um ábum solo chamado "KASUMI, the serious joker" em 1999.